# Brachyrhinodon
Brachyrhinodon – rodzaj lepidozaura z rodziny hatteriowatych (Sphenodontidae). Jego skamieniałości odkryto w datowanych na karnik osadach formacji Lossiemouth Sandstone w północnej Szkocji. Jest to jeden z najstarszych znanych sfenodontów. Brachyrhinodon osiągał 15–20 cm długości. Miał ostre zęby służące prawdopodobnie do ścinania niewielkich roślin. Jest blisko spokrewniony z rodzajami Polysphenodon i Clevosaurus, wraz z którymi należy do kladu Clevosauridae. Zarówno Polysphenodon, jak i Brachyrhinodon miały tępe pyski, jednak jak wykazali Fraser i Benton (1989) stopień skrócenia pyska u obu tych form był przeszacowany ze względu na zniekształcenia znanych skamieniałości. Wydłużona okolica skroniowa oraz długość regionu międzyoczodołowego większa niż długość płyty ciemieniowej są cechami zaawansowanymi wśród hatteriowatych. Polysphenodon w obu przypadkach wykazuje cechy plezjomorficzne, zaś Brachyrhinodon – zaawansowane.

## Paleoekologia
Późnotriasowe stanowiska zawierające skamieniałości gadów są istotne, gdyż dokumentują zmiany zachodzące w ekosystemach, kiedy synapsydy, bazalne archozaury i rynchozaury były zastępowane przez faunę zdominowaną przez dinozaury. Przykładem takiego stanowiska jest formacja Lossiemouth Sandstone, z której pochodzą wszystkie znane skamieniałości Brachyrhinodon. Kości zwierząt zostały odkryte w piaskowcu, ewidentnie zachowanym wewnątrz wydmy dzięki wiatrowi, a nie wodzie – na co wskazują otoczka skały oraz dobrze zaokrąglone ziarnka piasku. Oprócz szczątków Brachyrhinodon odkryto tam również skamieniałości przedstawicieli siedmiu innych rodzajów gadów. Najliczniejszymi zwierzętami na terenie formacji Lossiemouth Sandstone w późnym triasie były rynchozaur Hyperodapedon i aetozaur Stagonolepis, będące średniej wielkości roślinożercami. Dominującym drapieżnikiem tamtejszych ekosystemów był Ornithosuchus – duże osobniki prawdopodobnie były w stanie zagrozić obu tym roślinożercom. Niewielkie gady, takie jak Brachyrhinodon, przedstawiciel grupy Procolophonidae Leptopleuron i należący do kladu Avemetatarsalia Scleromochlus – mierzące 15–20 cm długości – stanowiły 5–25% ogólnej liczby zwierząt. Zagrażały im młode ornitozuchy, dinozauromorf Saltopus oraz bardzo rzadki archozaur z rodzaju Erpetosuchus. W formacji Lossiemouth nigdy nie odnaleziono skamieniałości żadnych roślin.